# Northrop BT
Northrop BT byl dvoumístný jednomotorový dolnoplošný střemhlavý bombardér vyráběný v 30. letech 20. století společností Northrop (v té době filiálkou Douglas Aircraft) pro Námořnictvo Spojených států amerických.

## Vznik a vývoj
Vývoj původní verze stroje začal v létě 1934. Poháněná byla vzduchem chlazeným dvouhvězdicovým motorem Pratt and Whitney XR-1535-66 o výkonu 700 hp (520 kW) a disponovala hydraulicky ovládanými vztlakovými klapkami, které byly rozevíratelné a současně plnily roli brzdících štítů pro střemhlavý let, a záďovým podvozkem s hlavními nohami zatahovanými do gondol pod křídlo. Během zkoušek prototypu se objevily problémy s aeroelastickým třepetáním ocasních ploch ve střemhlavém letu, které byly po konzultaci s NACA vyřešeny perforováním klapek, v nichž vzniklo celkem 327 malých kulatých otvorů.
Prototyp, označený XBT-1 (BuNo 9745), prošel několika dalšími změnami, zahrnující místní zesílení konstrukce a instalaci motoru R-1535-64 o výkonu 750 hp (560 kW). V září 1936 byla US Navy udělena zakázka na 54 kusů sériových BT-1 (BuNo 0590-0626 a 0628-0643), lišících se od prototypu pohonnou jednotkou Pratt & Whitney R-1535-94 o výkonu 825 hp (615 kW) a instalací trubkové konstrukce do kokpitu mezi stanovišti pilota a střelce, sloužící jako ochrana v případě převrácení stroje.

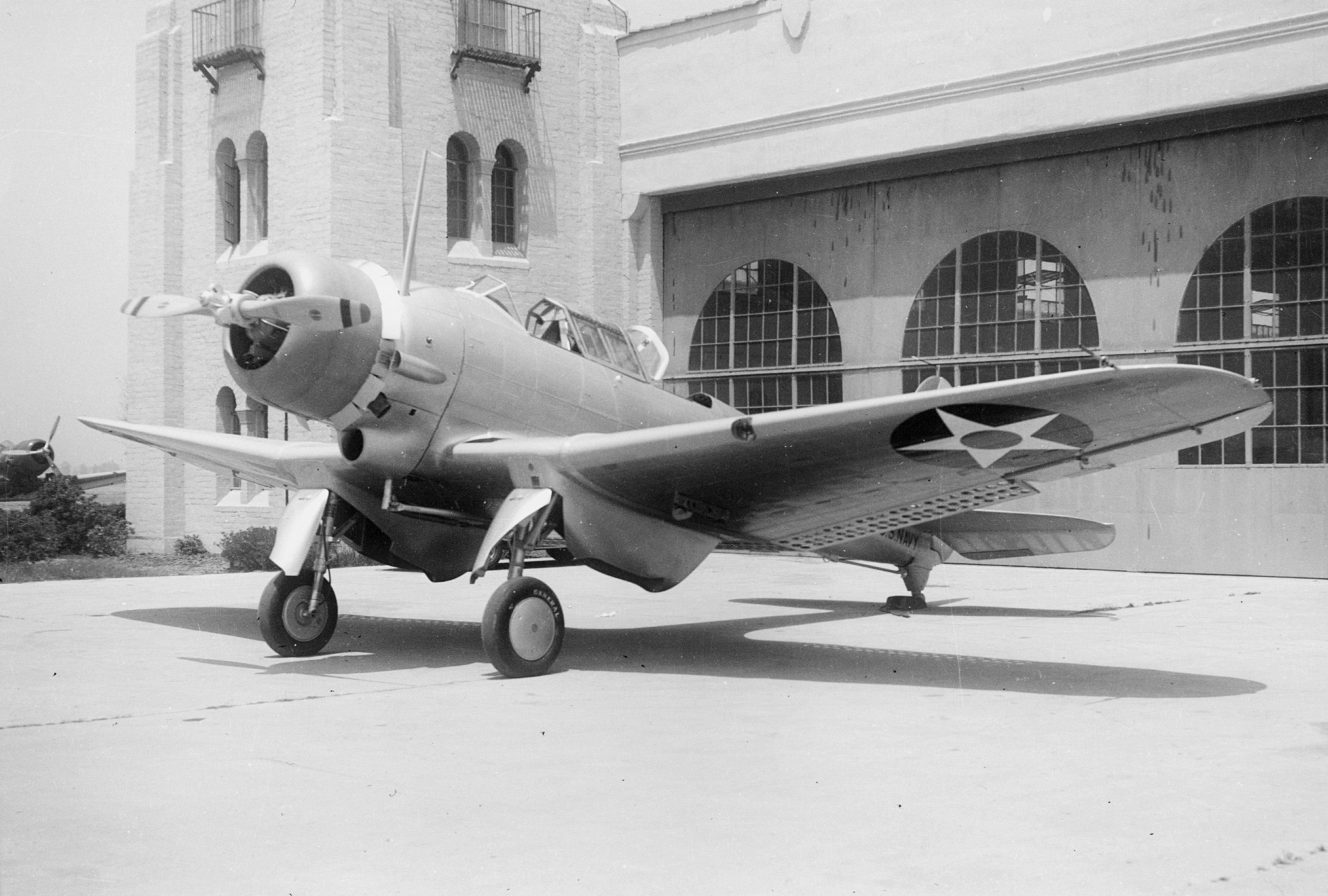
BT-1 v El Segundu

Jeden exemplář, neoficiálně označený BT-1S (BuNo 0643), byl vybaven pevným příďovým podvozkem, čímž se stal historicky prvním letounem této koncepce schopným přistát na palubě letadlové lodi.
Konečnou variantou se stal prototyp XBT-2 (BuNo 0627), upravený z BT-1, s hlavními podvozkovými nohami zatahovanými do křídla, sloty na náběžné hraně, přepracovanými křidélky a překrytem kokpitu a poháněný hvězdicovým devítiválcem Wright XR-1820-32 o výkonu 800 hp (600 kW). XBT-2 poprvé vzlétl 25. dubna 1938 a po úspěšných zkouškách, které zjistily zlepšení letových vlastností a zvýšení rychlosti, americké námořnictvo objednalo 144 sériových kusů. V té době byla původní firma Northrop plně začleněna do společnosti Douglas, jako Douglas El Segundo Division, a v roce 1939 bylo proto označení strojů změněno na Douglas SBD-1, z nichž posledních 87 bylo dodáno ve vylepšené variantě SBD-2.

## Operační historie

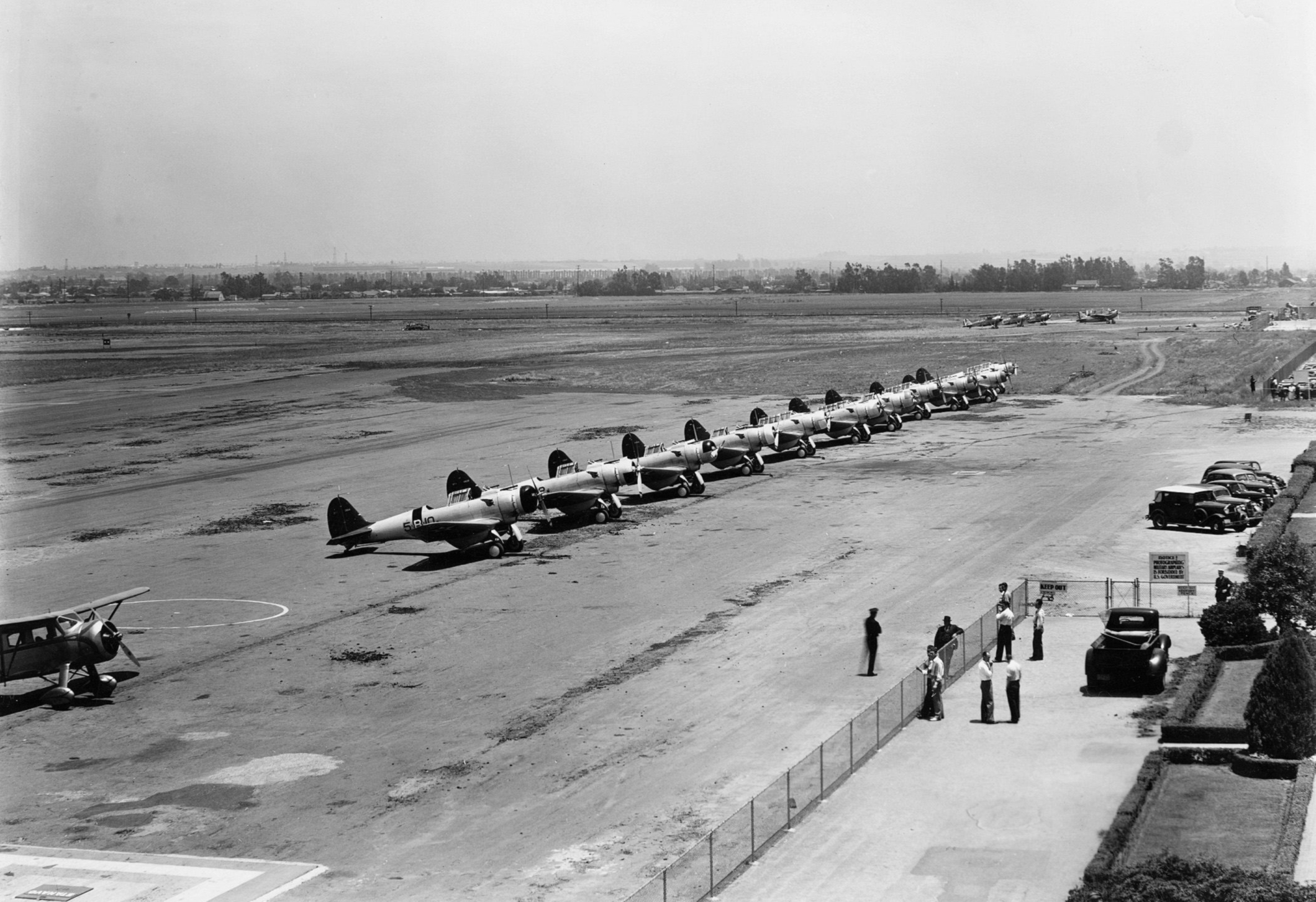
BT-1 námořní peruti VB-5

Námořnictvo Spojených států amerických udělilo 18. září 1936 zakázku na 54 sériových BT-1 které převzalo mezi 16. listopadem 1937 a 5. srpnem 1938, a do služby zařadilo v průběhu roku 1938. Hlavními uživateli se staly perutě VB-5 (součást letecké skupiny na palubě USS Yorktown) a VB-6 (USS Enterprise). Typ nebyl ve službě příliš úspěšný vzhledem k obtížnému ovládání, zejména za nízkých rychlostí, což byl u palubního letounu zásadní nedostatek. Typ také trpěl nedostatečnou příčnou stabilitou, a řada strojů byla ztracena při nehodách. Aktivní služba strojů byla relativně krátká, a v průběhu roku 1941 byly BT-1 v prvoliniových jednotkách nahrazeny typem SBD a většinou staženy k pokračovacímu výcviku nebo jiným pomocným rolím. Opotřebované stroje poté sloužily také jako instruktážní draky pro výcvik mechaniků. Poslední BT-1 byly námořnictvem vyřazeny ze služby 31. října 1944.

## V kultuře
V roce 1941 se Northropy BT-1 v předválečném zbarvení se žlutými křídly objevily v barevném filmu Dive Bomber, v němž hlavní roli ztvárnil Errol Flynn.

## Varianty

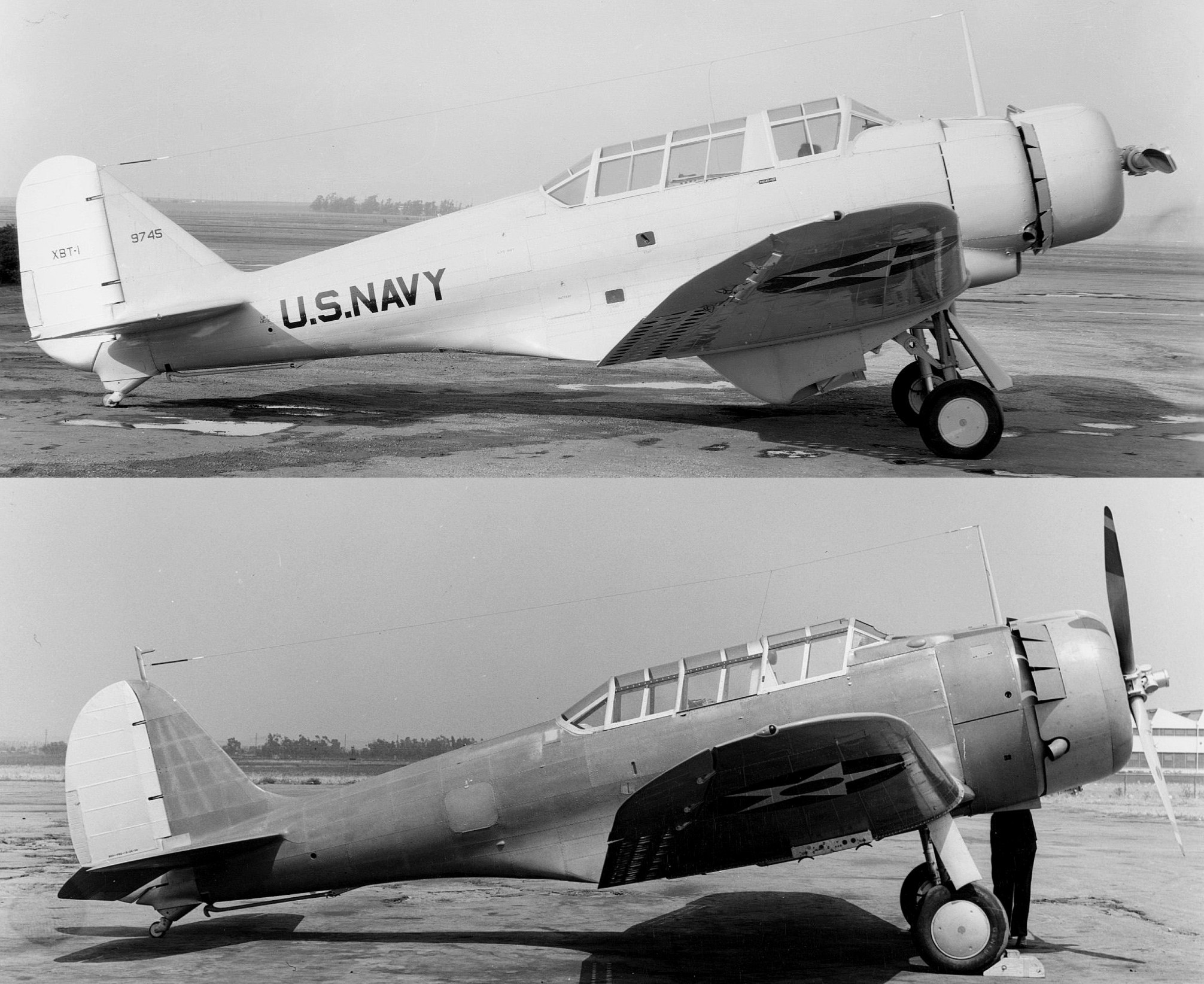
Porovnání prototypů XBT-1 (nahoře) a XBT-2 (dole) při pohledu z boku

XBT-1
Prototyp, postaven 1 kus.
BT-1
Sériové provedení vzniklé v počtu 54 kusů.
BT-1S
Jeden exemplář upravený ze sériového stroje a vybavený pevným příďovým podvozkem.
Douglas DB-19
Bývalý BT-1S, po nehodě při přistání na letišti Mines Field odkoupený výrobcem, upravený zpět na provedení odpovídající sériovému, a později vyvezený do Japonska, kde jej Japonské císařské námořnictvo podrobilo zkouškám pod označením „námořní experimentální útočný letoun typ D“ (DXD1).
XBT-2
Jeden kus přestavěný ze sériového BT-1 s plně zatažitelným podvozkem, motorem Wright R-1820 a dalšími modifikacemi.
BT-2
Sériové provedení XBT-2 objednané v počtu 144 kusů, dodávaných již pod označením Douglas SBD.

## Uživatelé
- Japonské císařství
  - Japonské císařské námořní letectvo (testy 1 kusu)
- Spojené státy americké
  - United States Navy

## Specifikace (BT-1)

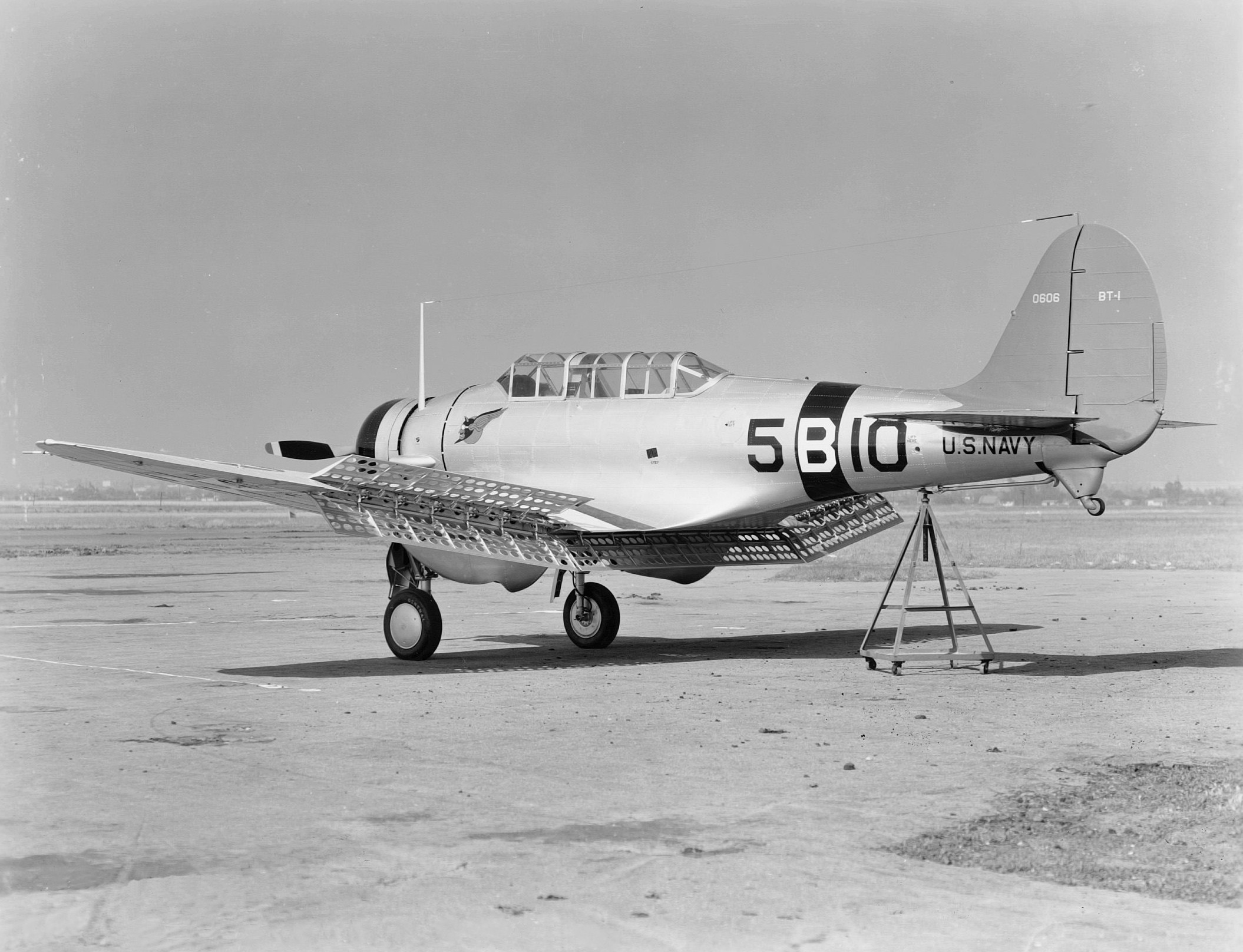
BT-1 peruti VB-5 v roce 1938

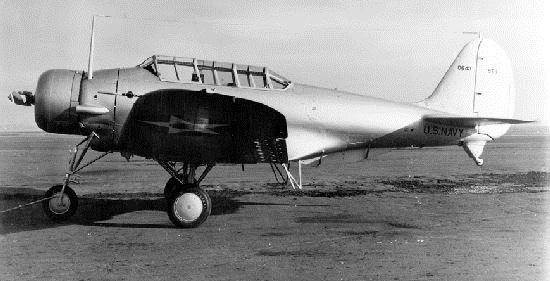
Upravený BT-1 s příďovým podvozkem

Údaje podle a 

### Technické údaje
- Osádka: 2 (pilot a střelec)
- Délka: 9,65 m (31 stop a 8 palců)
- Rozpětí : 12,65 m (41 stop a 6 palců)
- Výška: 3,02 m (9 stop a 11 palců)
- Nosná plocha: 29,6 m² (319 čtverečních stop)
- Hmotnost prázdného stroje: 2 094 kg (4 606 lb)
- Maximální vzletová hmotnost: 3 271 kg (7 0197 lb)
- Pohonná jednotka: 1 × vzduchem chlazený dvouhvězdicový čtrnáctiválec Pratt & Whitney R-1535 Twin Wasp Junior
- Výkon pohonné jednotky: 825 hp (615 kW)

### Výkony
- Maximální rychlost: 357 km/h (193 uzlů, 222 mph) ve výši 5 200 m (17 000 stop)
- Cestovní rychlost: 309 km/h (167 uzlů, 192 mph)
- Dolet: 1 852 km (1 000 námořních mil, 1 150 mil)
- Praktický dostup: 7 710 m (25 300 stop)
- Stoupavost: 6,5 m/s (1 270 stop za minutu)

### Výzbroj
- 1 × synchronizovaný kulomet M2 Browning ráže 12,7 mm
- 1 × pohyblivý kulomet Browning ráže 7,62 mm
- 1 × 545kg (1 000lb) puma na výklopné vidlici pod trupem